# Токійська опера Фудзівара
Токійська опера Фудзівара (яп. 藤原歌劇団, Fujiwara Kagekidan, Fujiwara Opera) – оперна компанія у Токіо, заснована у 1934 році – перший та найстаріший професійний оперний колектив Японії.

## Історія
Засновник театру — оперний тенор Йоші Фуджівара.
Заснований у 1934 році театр, отримав розквіт популярності після Другої світової війни. Першою найбільш успішною постановкою стала «Травіата» Джузеппе Верді – опера пройша понад 400 разів (диригент – Манфред Гурлитт).
З 1957 по 1965 роки художнім керівником театру був відомий тенор Арріго Пола.
Наступний етап розквіту оперної компанії приходиться на кінець 1970-х. З 1980 року оперою керує Японський оперний фонд (організація, під керівницьвом якої також знаходиться Ніхонська опера Кіокай (англ. Nihon Opera Kyokai).

## Сучасність
Солісткою Токійської опери Фудзівара є українська оперна співачка (лірико-колоратурне сопрано, Заслужена артистка України, Посол Доброї Волі, Оксана Степанюк